# Lucie Bourassa
Lucie Bourassa (née en 1960) est une professeure de littérature et de poésie québécoise.

## Biographie
Lucie Bourassa a étudié à l’Université du Québec à Trois-Rivières (maîtrise, 1987), à l'Université de Paris VIII (DEA, 1988) et à l’Université de Montréal (doctorat, 1991). Après avoir enseigné à l’Université Laval, elle est professeure au Département des littératures de langue française de l’Université de Montréal depuis 1994. Elle y a dirigé la revue Études françaises de 2003 à 2008. Au début des années 1990, elle a tenu une chronique de poésie au quotidien montréalais Le Devoir.
Elle est spécialiste de la poésie québécoise et de la poésie française des XXe et XXIe siècles, notamment des questions de rythme et de temporalité.

## Publications

### Livres

#### Études
- Rythme et sens : des processus rythmiques en poésie contemporaine, Montréal, Éditions Balzac, coll. « L’Univers des discours », 1993, 455 p.  (ISBN 2921425394) Réédition : Paris, Rhuthmos, coll. « Rythmologies », 2015, 483 p.  (ISBN 979-10-95155-06-5)

- Henri Meschonnic. Pour une poétique du rythme, Paris, Bertrand Lacoste, coll. « Références », no 12, 1997, 127 p.  (ISBN 2-7352-1112-6) Réédition : Paris, Rhuthmos, coll. « Rythmologies », 2015, 160 p.  (ISBN 979-10-95155-00-3)

- L'entrelacs des temporalités. Du temps rythmique au temps narratif, Québec, Nota bene, coll. « Littérature(s) », 2009, 304 p.  (ISBN 978-2-89518-321-1)

#### Ouvrages collectifs
- La discursivité, sous la dir. de Lucie Bourassa, Québec, Nuit blanche éditeur, coll. « Les Cahiers du Centre de recherche en littérature québécoise de l’Université Laval », série « Séminaires », no 7, 1995, 257 p.  (ISBN 2921053403)

### Articles et chapitres de livres (sélection)
- « La parole poétique et l’épreuve du présent », dans Benoît Melançon et Pierre Popovic (sous la dir. de), Saint-Denys Garneau et La Relève. Actes du colloque tenu à Montréal le 12 novembre 1993, Montréal, Fides — CÉTUQ, coll. « Nouvelles études québécoises », 1995, p. 115-132.  (ISBN 2-7621-1746-1)

- « Du français, dlalang et des poèmes incorrects : langage et poétique chez Katalin Molnár », article électronique, @nalyses, 14 décembre 2010.

- « “Il n’y a pas de mots” et “Ma langue est pleine de mots”. Continu et articulations dans la théorie du langage de Christophe Tarkos », Études françaises, vol. 49, no 3,‎ 2013, p. 143-166 (lire en ligne)
- « Figurations et configurations du rythme : contours d’une poétique », Études françaises, vol. 29, no 3,‎ hiver 1993, p. 81-101 (lire en ligne)
- « Temps de l’un, temps de l’autre : Beauté baroque et Nadja », Études françaises, vol. 34, nos 2-3,‎ automne-hiver 1998, p. 77-96 (lire en ligne)
- « Poésie, narration et sens de la vie : à propos d’Il n’y a plus de chemin, de Jacques Brault », Études françaises, vol. 39, no 3,‎ 2003, p. 71-88 (lire en ligne)

## Distinctions
- 1992 - Prix d'excellence de l'Académie des grands Montréalais pour sa thèse doctorat
- 1995 - Prix Raymond-Klibansky pour Rythme et sens : des processus rythmiques en poésie contemporaine
- 1999 - Bourse de la Fondation Alexander von Humboldt, pour un projet de recherche intitulé « André du Bouchet et Philippe Jaccottet, lecteurs et traducteurs de Hölderlin »